# Фернандо Віола
Фернандо Віола (італ. Fernando Viola, 14 березня 1951, Торрацца-П'ємонте — 5 лютого 2001, Рим) — італійський футболіст, що грав на позиції півзахисника за низку італійських клубних команд, зокрема за «Ювентус»,  у складі якого — дворазовий чемпіон Італії. 

## Ігрова кар'єра
Народився 14 березня 1951 року в Торрацца-П'ємонте. Вихованець футбольної школи «Ювентуса». Дорослу футбольну кар'єру розпочав у сезоні 1971/72, по ходу якого провів чотири гри першості, долучившись таким чином до здобуття туринцями свого чергового титула чемпіонів Італії.
Протягом 1972—1973 років на правах оренди захищав кольори «Мантови», після чого повернувся до «Ювентуса». Відіграв за «стару сеньйору» ще два сезони своєї ігрової кар'єри, утім так і не ставши гравцем основного складу. За результатами сезону 1974/75 здобув свій другий титул чемпіона Італії, після чого залишив Турин.
Провівши один сезон у «Кальярі», влітку 1976 року перебрався до «Лаціо». Відразу стати основним гравцем у столичній команді не вдалося і сезон 1977/78 він провів в оренді у «Болоньї». Повернувшись до «Лаціо», став більш важливою фігурою у центрі поля команди і протягом наступних чотирьох сезонів здебільшого мав статус гравця її стартового складу.
З 1982 року два сезони захищав кольори клубу «Дженоа», а завершував кар'єру у нижчолігових «Барлетті» та «Суб'яко» протягом 1984—1986 років.

## Подальше життя
Помер 5 лютого 2001 року на 50-му році в Римі через травми, отримані в автомобільній аварії за участю скутера колишньоого футболіста.

## Титули і досягнення
- Чемпіон Італії (2):

«Ювентус»: 1971-1972, 1974-1975